# Opisthacanthus valerioi
Espèce
Opisthacanthus valerioi est une espèce de scorpions de la famille des Hormuridae.

## Distribution
Cette espèce est endémique de l'île Cocos au Costa Rica.

## Description
Opisthacanthus valerioi mesure de 45 à 55 mm.

## Étymologie
Cette espèce est nommée en l'honneur de Carlos E. Valerio.

## Publication originale
- Lourenço, 1980 : A proposito de duas novas especies de Opisthacanthus para a regiäo neotropical. Opisthacanthus valerioi da Isla del Coco, Costa Rica e Opisthacanthus heurtaultae da Guiana francesa (Scorpionidae). Revista Nordestina de Biologia, vol. 3, no 2, p. 179–194.